# Myrkjanoyrarfjall
Myrkjanoyrarfjall è un rilievo alto 689 metri sul mare situata sull'isola di Borðoy, situata nell'arcipelago delle Isole Fær Øer, in Danimarca.